# Miloslav Hruškovič
Miloslav Hruškovič (25. ledna 1925 Pukanec - 12. února 1992 Lehnice) byl slovenský a československý politik Komunistické strany Slovenska, ministr a místopředseda vlád Československa, poslanec Slovenské národní rady a Sněmovny národů a Sněmovny lidu Federálního shromáždění za normalizace.

## Biografie
V letech 1955-1989 se uvádí jako účastník zasedání Ústředního výboru Komunistické strany Slovenska. V letech 1955-1958, 1962-1968, 1969-1971 a znovu od roku 1972 byl členem ÚV KSS, v roce 1968 a opětovně od roku 1972 navíc i členem předsednictva a sekretariátu a tajemníkem ÚV KSS. Od roku 1972 předsedal ekonomické komisi ÚV KSS. Zastával i posty v celostátní komunistické straně. V letech 1970-1971 byl předsedou národohospodářské komise Ústředního výboru Komunistické strany Československa, v letech 1971-1976 předsedou komise ÚV KSČ pro vědeckotechnický rozvoj. XI. sjezd KSČ ho zvolil kandidátem Ústředního výboru Komunistické strany Československa, za člena ÚV KSČ byl kooptován 26. června 1970 a ve funkci ho potvrdil XIV. sjezd KSČ, XV. sjezd KSČ, XVI. sjezd KSČ a XVII. sjezd KSČ. V období květen 1971 - červen 1988 byl kandidátem předsednictva ÚV KSČ, od června 1970 do prosince 1972 zastával post člena sekretariátu ÚV KSČ a v témže období byl i tajemníkem ÚV KSČ.
V letech 1968-1969 byl členem Hospodářské rady. Zastával i četné vládní posty. V první vládě Oldřicha Černíka byl v roce 1968 ministrem techniky (do dubna 1968 se tento rezort oficiálně jmenoval Ministr - předseda Státní komise pro techniku). Post si udržel i v druhé vládě Oldřicha Černíka a třetí vládě Oldřicha Černíka v letech 1969-1970 (nyní oficiálně jako Ministr - předseda Výboru pro technický a investiční rozvoj). V třetí vládě Oldřicha Černíka navíc do června 1970 rovněž působil jako místopředseda vlády a zastával v ní i portfolio ministra plánování. Ministrem plánování zůstal do ledna 1971 i v následujícím kabinetu (první vláda Lubomíra Štrougala).
Ve volbách roku 1964 se stal poslancem Slovenské národní rady. Po provedení federalizace Československa usedl i do Sněmovny národů Federálního shromáždění. Mandát ovšem nabyl až dodatečně v květnu 1970 v rámci jedné z doplňovacích voleb po vlnách čistek souvisejících s invazí vojsk Varšavské smlouvy do Československa. Do federálního parlamentu ho nominovala Slovenská národní rada.
Ve volbách roku 1971 přešel do Sněmovny lidu (volební obvod Středoslovenský kraj). Mandát získal i ve volbách roku 1976 (obvod Žilina), volbách roku 1981 a volbách roku 1986. Ve funkci poslance FS zažil sametovou revoluci a po ní v lednu 1990 ztratil svůj mandát v rámci procesu kooptace nových poslanců.
V roce 1973 získal Řád Vítězného února, roku 1975 Řád republiky a roku 1985 Řád Klementa Gottwalda. V 1. polovině 70. let byl veden dle tzv. Mitrochinova archivu jako důvěrník KGB pod krycím jménem Gaston. Kontaktním důstojníkem KGB mu byl V. F. Jašečkin.